# تاتا پریما
تاتا پریما (Tata Prima) خودرویی است که از سال ۲۰۰۸–کنون تولید شده‌است. 